# Transjurassienne
La Transjurassienne est une épreuve sportive française de ski de fond. Créée en 1979, elle est organisée depuis 1997 par l'association Trans'Organisation.
La Transjurassienne est depuis 1980 la seule épreuve française à être inscrite au calendrier de la Worldloppet, circuit mondial des courses de ski de fond de longue distance, et a fait également partie de la Coupe du Monde des longues distances FIS Worldloppet Cup (organisée de 1999 à 2019, nommée FIS Marathon Cup jusqu'en 2015). Son parcours historique de 76 km en faisait nominalement, entre 1983 (passage de l'étape allemande König-Ludwig-Lauf de 90 à 70 km) et son raccourcissement à 68 km en 2015, la deuxième plus longue épreuve de la Worldloppet après la Vasaloppet suédoise (90 km).

## Historique
La course fut créée en 1979 sous le nom de Progressime du Jura par Jacky Mandrillon et Georges Berthet. La toute première édition fut annulée par manque de neige et aurait dû se courir dans le sens Mouthe - Lamoura, beaucoup plus difficile en raison du dénivelé positif. Le premier départ fut donc donné à Lamoura le 17 février 1980 à 1750 participants, dont seulement 1530 atteindront Mouthe.
En septembre 1997, la Trans'Organisation, une association des 10 clubs de ski du parcours, est créée pour prendre la relève du Comité régional de ski du Massif jurassien, jusque-là organisateur de la course.
La Transjurassienne a connu son record de participation en 2014 avec 4 811 participants sur l'ensemble des épreuves, un chiffre en constante évolution depuis sa création.
Le manque de neige a entraîné huit annulations de l'épreuve depuis sa création : en 1979, 1990, 1993, 2001, 2007, 2016, 2020 et 2024. À la suite de l'annulation de 2007, Trans'Organisation a créé la Transju'Trail. En 2021, l’édition prévue est annulée en raison de la pandémie de Covid-19.

## Organisation

### Trans'Organisation
Le siège de Trans'Organisation est situé à Morez. Depuis 2016, Pierre-Albert Vandel est le président de l'association. Il a succédé à Jean-Claude Dalloz , président d'honneur, et Hervé Balland (2013 à 2016). Plus de 1 000 bénévoles aident à la réalisation de la course.

### Les différentes courses
La Transjurassienne s'est enrichie au fil des années de plusieurs épreuves. Aujourd’hui on en dénombre 8.
Les épreuves en style classique :
- La  Transju'Classic : Épreuve en style classique de 56 km.
- La Trans 25CT : Épreuve en style classique de 25 km.
- La Transju'Expérience : Randonnée en style classique de 20 km, non chronométrée.

Les épreuves en style libre :
- La Transjurassienne : Épreuve en style libre de 68 km.
- La Transju'Marathon : Épreuve en style libre de 48 km.
- La Trans 25FT : Épreuve en style libre de 25 km.
- La Transju'Expérience : Randonnée en style libre de 20 km, non chronométrée.

Une épreuve pour les enfants, la Transjeune est également organisée le dernier mercredi de janvier sur des parcours de différentes distances selon les âges sur la Station des Rousses.

## Parcours
Le parcours de 68 km relie Lamoura (Jura) et Mouthe (Doubs), en passant par les villages de Prémanon, Les Rousses, Bois-d'Amont, Les Ministres, Bellefontaine, Chapelle-des-Bois, Le Pré Poncet, Chaux-Neuve et Petite-Chaux. Depuis 2015 le parcours initial de 76 km n'emprunte plus la boucle du Brassus en Suisse et est ainsi ramené à 68 km.
Les concurrents traversent ainsi les départements du Jura et du Doubs, avec, pour la Transju'Classic, une petite incursion en Suisse, dans la Vallée de Joux.

## Palmarès

### Style libre
| Année | Vainqueur hommes                                 | Distance                                         | Temps (h)                                        | Vainqueur femmes                                 | Distance                                         | Temps (h)                                        |
| ----- | ------------------------------------------------ | ------------------------------------------------ | ------------------------------------------------ | ------------------------------------------------ | ------------------------------------------------ | ------------------------------------------------ |
| 2025  | Victor Lovera (de) France                        | 34 km                                            | 1:21:32                                          | Juliette Ducordeau France                        | 34 km                                            | 1:28:56                                          |
| 2024  | non disputée par manque de neige                 | non disputée par manque de neige                 | non disputée par manque de neige                 | non disputée par manque de neige                 | non disputée par manque de neige                 | non disputée par manque de neige                 |
| 2023  | Jason Rüesch Suisse                              | 50 km                                            | 1:53:36                                          | Coralie Bentz France                             | 50 km                                            | 2:05:49                                          |
| 2022  | Emilien Louvrier France                          | 60 km                                            | 2:27:54                                          | Céline Chopard-Lallier France                    | 60 km                                            | 2:34:59                                          |
| 2021  | non disputée en raison de la situation sanitaire | non disputée en raison de la situation sanitaire | non disputée en raison de la situation sanitaire | non disputée en raison de la situation sanitaire | non disputée en raison de la situation sanitaire | non disputée en raison de la situation sanitaire |
| 2020  | non disputée par manque de neige                 | non disputée par manque de neige                 | non disputée par manque de neige                 | non disputée par manque de neige                 | non disputée par manque de neige                 | non disputée par manque de neige                 |
| 2019  | Robin Duvillard France                           | 68 km                                            | 2:28:41                                          | Anouk Faivre-Picon France                        | 68 km                                            | 2:51:55                                          |
| 2018  | Ivan Perrillat Boiteux France                    | 56 km                                            | 2:19:42                                          | Aurélie Dabudyk France                           | 56 km                                            | 2:37:28                                          |
| 2017  | Robin Duvillard France                           | 50 km                                            | 1:53:38                                          | Maria Gräfnings Suède                            | 50 km                                            | 2:05:43                                          |
| 2016  | non disputée par manque de neige                 | non disputée par manque de neige                 | non disputée par manque de neige                 | non disputée par manque de neige                 | non disputée par manque de neige                 | non disputée par manque de neige                 |
| 2015  | Jérémie Millereau France                         | 68 km                                            | 3:19:35                                          | Aurélie Dabudyk France                           | 68 km                                            | 3:37:59                                          |
| 2014  | Mathias Wibault France                           | 70 km                                            | 2:53:43                                          | Aurélie Dabudyk France                           | 51 km                                            | 2:10:22                                          |
| 2013  | Benoît Chauvet France                            | 76 km                                            | 3:24:31                                          | Célia Bourgeois France                           | 57 km                                            | 2:44:52                                          |
| 2012  | Aliaksei Ivanou Biélorussie                      | 70 km                                            | 3:25:13                                          | Valentina Shevshenko Ukraine                     | 50 km                                            | 2:33:14                                          |
| 2011  | Benoît Chauvet France                            | 40 km                                            | 1:33:45                                          | Natascia Leonardi Cortesi Suisse                 | 40 km                                            | 1:46:46                                          |
| 2010  | Christophe Perrillat France                      | 76 km                                            | 3:23:39                                          | Susanne Nyström Suède                            | 54 km                                            | 2:43:51                                          |
| 2009  | Aliaksei Ivanou Biélorussie                      | 76 km                                            | 3:40:08                                          | Karine Laurent-Philippot France                  | 54 km                                            | 2:55:50                                          |
| 2008  | Marco Cattaneo Italie                            | 50 km                                            | 1:49:48                                          | Tatyana Yambaeva Russie                          | 50 km                                            | 2:02:53                                          |
| 2007  | non disputée par manque de neige                 | non disputée par manque de neige                 | non disputée par manque de neige                 | non disputée par manque de neige                 | non disputée par manque de neige                 | non disputée par manque de neige                 |
| 2006  | Roberto De Zolt Italie                           | 76 km                                            | 3:17:35                                          | Anna Santer Italie                               | 54 km                                            | 2:34:41                                          |
| 2005  | Juan-Jesus Gutierrez Espagne                     | 76 km                                            | 3:56:34                                          | Corinne Niogret France                           | 50 km                                            | 3:10:46                                          |
| 2004  | Alexandre Rousselet France                       | 76 km                                            | 2:55:30                                          | Anne-Laure Mignerey France                       | 50 km                                            | 2:17:59                                          |
| 2003  | Patrick Rölli Suisse                             | 76 km                                            | 4:06:30                                          | Annick Pierrel-Vaxelaire France                  | 46 km                                            | 2:48:57                                          |
| 2002  | Roberto De Zolt Italie                           | 54 km                                            | 2:11:15                                          | Antonina Ordina Suède                            | 39 km                                            | 1:54:04                                          |
| 2001  | non disputée par manque de neige                 | non disputée par manque de neige                 | non disputée par manque de neige                 | non disputée par manque de neige                 | non disputée par manque de neige                 | non disputée par manque de neige                 |
| 2000  | Johann Mühlegg Espagne                           | 72 km                                            | 3:32:13                                          | Stefania Belmondo Italie                         | 44 km                                            | 2:27:09                                          |
| 1999  | Johann Mühlegg Allemagne                         | 76 km                                            | 3:26:40                                          | Elisabeth Tardy France                           | 76 km                                            | 4:03:45                                          |
| 1998  | Stéphane Passeron France                         | 76 km                                            | 3:22:19                                          | Lucia Bianchetti Italie                          | 76 km                                            | 4:03:53                                          |
| 1997  | Michaïl Botvinov Autriche                        | 55 km                                            | 2:22:53                                          | Olga Kosmatcheva Russie                          | 55 km                                            | 2:41:12                                          |
| 1996  | Hervé Balland France                             | 76 km                                            | 3:16:42                                          | Olga Kosmatcheva CEI                             | 76 km                                            | 3:58:33                                          |
| 1995  | Johann Mühlegg Allemagne                         | 57 km                                            | 2:40:46                                          | Marie-Pierre Guilbaud France                     | 57 km                                            | 3:10:42                                          |
| 1994  | Silvano Barco Italie                             | 76 km                                            | 3:49:21                                          | Marie-Pierre Guilbaud France                     | 76 km                                            | 4:33:11                                          |
| 1993  | non disputée par manque de neige                 | non disputée par manque de neige                 | non disputée par manque de neige                 | non disputée par manque de neige                 | non disputée par manque de neige                 | non disputée par manque de neige                 |
| 1992  | Philippe Grandclément France                     | 76 km                                            | 3:24:09                                          | Emmanuelle Claret France                         | 76 km                                            | 4:05:38                                          |
| 1991  | Hervé Balland France                             | 76 km                                            | 3:05:57                                          | Marie-Pierre Guilbaud France                     | 76 km                                            | 3:33:41                                          |
| 1990  | non disputée par manque de neige                 | non disputée par manque de neige                 | non disputée par manque de neige                 | non disputée par manque de neige                 | non disputée par manque de neige                 | non disputée par manque de neige                 |
| 1989  | Anders Blomquist Suède                           | 66 km                                            | 2:39:58                                          | Marie-Pierre Guilbaud France                     | 66 km                                            | 3:09:37                                          |
| 1988  | Anders Blomquist Suède                           | 76 km                                            | 3:26:26                                          | Madeleine Galland France                         | 76 km                                            | 4:05:22                                          |
| 1987  | Jan Ottosson Suède                               | 76 km                                            | 3:13:31                                          | Madeleine Galland France                         | 76 km                                            | 3:53:42                                          |
| 1986  | Konrad Hallenbarter Suisse                       | 76 km                                            | 3:34:58                                          | Marie-Gabrielle Frasse-Sombet France             | 76 km                                            | 4:17:19                                          |
| 1985  | Hans Persson Suède                               | 63 km                                            | 3:08:53                                          | Marie-Gabrielle Frasse-Sombet France             | 63 km                                            | 4:06:52                                          |
| 1984  | Bengt Hassis Suède                               | 76 km                                            | 3:19:03                                          | Marie-Christine Subot France                     | 76 km                                            | 4:02:55                                          |
| 1983  | Konrad Hallenbarter Suisse                       | 76 km                                            | 3:34:56                                          | Kjersti Strand Norvège                           | 76 km                                            | 4:41:22                                          |
| 1982  | Nils Thore Andreassen Norvège                    | 76 km                                            | 3:37:08                                          | Michèle Durand France                            | 76 km                                            | 4:19:07                                          |
| 1981  | Sven-Åke Lundbäck Suède                          | 76 km                                            | 3:29:51                                          | Marie-Christine Subot France                     | 76 km                                            | 4:20:16                                          |
| 1980  | Tommy Limby Suède                                | 76 km                                            | 4:04:03                                          | Josiane Broyard France                           | 76 km                                            | 5:37:10                                          |
| 1979  | non disputée par manque de neige                 | non disputée par manque de neige                 | non disputée par manque de neige                 | non disputée par manque de neige                 | non disputée par manque de neige                 | non disputée par manque de neige                 |

### Style classique
| Année | Distance                                         | Vainqueur hommes                                 | Temps (h)                                        | Vainqueur femmes                                 | Temps (h)                                        |                                  |
| ----- | ------------------------------------------------ | ------------------------------------------------ | ------------------------------------------------ | ------------------------------------------------ | ------------------------------------------------ | -------------------------------- |
| 2025  | 34 km                                            | Simon Vuillet France                             | 1:29:58                                          | Hanna Fine France                                | 1:38:37                                          |                                  |
| 2024  | non disputée par manque de neige                 | non disputée par manque de neige                 | non disputée par manque de neige                 | non disputée par manque de neige                 | non disputée par manque de neige                 | non disputée par manque de neige |
| 2023  | 47,6 km                                          | Thomas Joly France                               | 2:01:25                                          | Jennifer Lambert France                          | 2:27:00                                          |                                  |
| 2022  | 48 km                                            | Thomas Joly France                               | 2:01:01                                          | Kati Roivas Finlande                             | 2:14:39                                          |                                  |
| 2021  | non disputée en raison de la situation sanitaire | non disputée en raison de la situation sanitaire | non disputée en raison de la situation sanitaire | non disputée en raison de la situation sanitaire | non disputée en raison de la situation sanitaire |                                  |
| 2020  | non disputée par manque de neige                 | non disputée par manque de neige                 | non disputée par manque de neige                 | non disputée par manque de neige                 | non disputée par manque de neige                 |                                  |
| 2019  | 56 km                                            | Antoine Auger France                             | 2:45:25                                          | Marie Kromer France                              | 3:20:08                                          |                                  |
| 2018  | 59 km                                            | Antoine Auger France                             | 2:56:04                                          | Marie Kromer France                              | 3:19:39                                          |                                  |
| 2017  | 50 km                                            | Alexis Jeannerod France                          | 2:18:22                                          | Marie Kromer France                              | 2:45:34                                          |                                  |
| 2016  | non disputée par manque de neige                 | non disputée par manque de neige                 | non disputée par manque de neige                 | non disputée par manque de neige                 | non disputée par manque de neige                 |                                  |
| 2015  | 56 km                                            | Stanislav Řezáč Tchéquie                         | 2:47:08                                          | Tatjana Mannima Estonie                          | 3:09:29                                          |                                  |
| 2014  | 50 km                                            | Stanislav Řezáč Tchéquie                         | 2:27:33                                          | Karolina Bicova Tchéquie                         | 2:57:35                                          |                                  |
| 2013  | 50 km                                            | Pierre Guedon France                             | 2:24:25                                          | Gaëtane Perret France                            | 2:45:41                                          |                                  |
| 2012  | 50 km                                            | Jérémy Weibel France                             | 2:42:44                                          | Annick Pierrel-Vaxelaire France                  | 3:02:30                                          |                                  |
| 2011  | 40 km                                            | Stanislav Řezáč Tchéquie                         | 1:45:19                                          | Gaëtane Perret France                            | 2:12:04                                          |                                  |
| 2010  | 50 km                                            | Stanislav Řezáč Tchéquie                         | 2:24:42                                          | Rebecca Aubert Perret Suisse                     | 3:03:55                                          |                                  |
| 2009  | 50 km                                            | Stanislav Řezáč Tchéquie                         | 2:27:10                                          | Élodie Bourgeois-Pin France                      | 2:32:41                                          |                                  |
| 2008  | 50 km                                            | Stanislav Řezáč Tchéquie                         | 2:08:22                                          | Florence Marguet France                          | 2:41:12                                          |                                  |
| 2007  | non disputée par manque de neige                 | non disputée par manque de neige                 | non disputée par manque de neige                 | non disputée par manque de neige                 | non disputée par manque de neige                 |                                  |
| 2006  | 50 km                                            | Olivier Bulle France                             | 2:59:06                                          | Blanka Nedvědická Tchéquie                       | 3:41:07                                          |                                  |